# 항공기 부품
항공기 부품은 형식 인증을 받은 항공기에 설치하도록 승인된 물품 또는 구성 요소를 가리키는 단어이다.

## 설명
항공기 부품에 대한 승인은 항공기가 기반을 두고 있는 국가의 관할권에서 파생된다. 미국에서는 연방항공국(Federal Aviation Administration)이 미국 연방항공규정(Federal Aviation Regulation Part 21)에 따라서 이러한 부품에 대한 승인을 직접 감독한다. 생산 인증서 보유자는 생산 승인과 관련된 유형 디자인에서 부품을 생산할 수 있다. 생산 인증서에 따라 제조된 부품은 "승인된 부품"으로 간주된다.

## 같이 보기
- 항공기
- 부품